# Ильинская часовня (Большая Кондратовская)
Ильинская часовня - православная часовня в деревне Большая Кондратовская Каргопольского района Архангельской области.

## Описание
Часовня в дальней деревне ольгского прихода. Деревянная постройка, обшитая тесом. Четверик, перекрытый восьмидольным куполом с главкой, с притвором, над которым поставлен ярус звона колокольни под шпилем. К 1990-м в сложном техническом состоянии. Реставрируется с 2011.